# Патнэм, Роберт

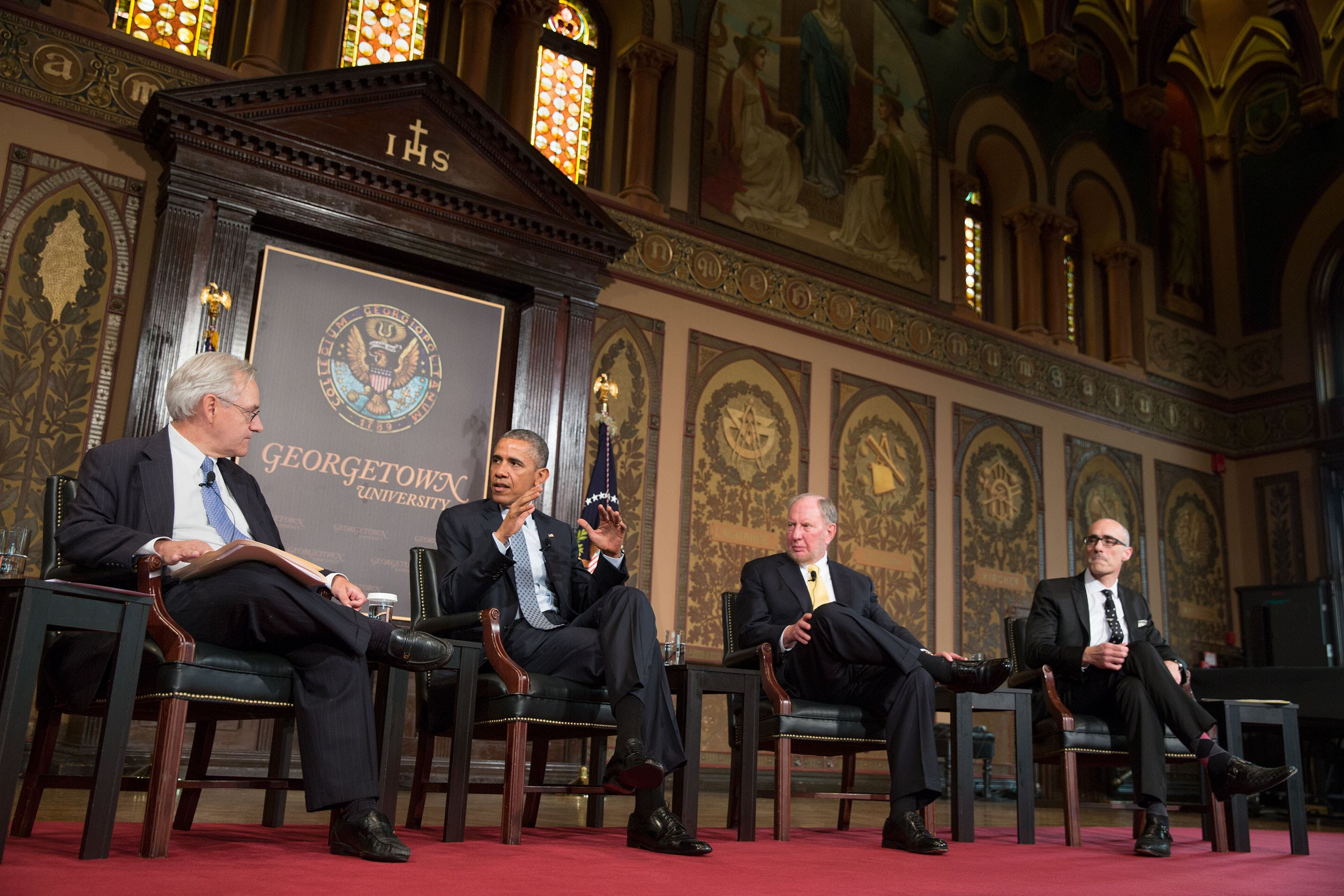
Президент Барак Обама участвует в дискуссии о бедности на Католическо-Евангелическом саммите в Джорджтаунском университете в Вашингтоне (12 мая 2015 г.) Слева, модератор Ю. Дионн-младший, обозреватель "Вашингтон пост" и профессор Школы публичной политики Джорджтаунского университета, Р. Патнэм, профессор общественной политики Школы государственного управления имени Джона Ф. Кеннеди Гарвардского университета и А. Брукс, президент американского Института предпринимательства.

Ро́берт Дэ́вид Па́тнэм (англ. Robert David Putnam; род. 9 января 1941, Рочестер, штат Нью-Йорк, США) — американский политолог, профессор Правительственной школы Джона Ф. Кеннеди Гарвардского университета. Почётный доктор ряда университетов (Стокгольмского, Антверпенского, Университета штата Огайо и др.), член Совета по международным отношениям, академик Национальной Академии наук и искусств, в 1997—1998 годах — вице-президент, а в 2001—2002 годах — президент Американской ассоциации политических наук, консультант ряда президентских администраций в США.
Патнем является создателем политической модели двухуровневой теории игры и разработчиком собственной концепции социального капитала.

## Биография
Роберт Патнэм вырос в городе Рочестер штата Нью-Йорк в методистской семье. Рос в Порт-Клинтоне штата Огайо, где попал в подростковую лигу по боулингу. В 1963 году получил бакалавра гуманитарных наук в Суортмор-колледже, затем получил степень магистра гуманитарных наук в Баллиол-колледже Оксфордского университета. Степень доктора философии получил в Йельском университете в 1970 году.
До поступления в 1979 году на работу в Гарвардский университет Р. Патнэм несколько лет состоял в штате Совета по национальной безопасности, а также преподавал в Мичиганском университете.
В настоящее время является профессором Гарварда на должности, учрежденной в память и попечительством P.&I. Malkin’ов. Читает курсы политологии на материалах американской политики, международных отношений и компаративистики. Занимал должности руководителя ряда крупных образовательных и научных структур Гарвардского университета (отдельные факультеты, институты etc).
В 1963 году Патнэм женился на Розмари — учителе среднего специального образования и валторнисте. После женитьбы перешёл в иудаизм, который исповедует его супруга.

## Деятельность
Роберт Патнэм является основателем и руководителем получившего общественное признание постоянно действующего в течение многих лет Семинара «Saguaro», посвящённого теме «Гражданские обязанности в Америке». По замыслу Р.Патнэма этот форум призван объединить интеллектуалов и общественных активистов в дискуссиях и поисках актуальных идей по защите и развитию гражданского общества в стране.
Автор и соавтор 10 книг, а также более 30 известных работ, переведённых на многие языки. Последняя книга: «Затворничество: падение и взлёт американского общества» (2000), была названа в печати «обязанной быть прочитанной» в Белом Доме Билла Клинтона.
По мнению профессора Эдварда Мьюира про Патнэма: "...Он один из тех интересных парней, которые задают правильные вопросы, но я не думаю, что у него есть правильные ответы".

## Научные труды

### Чтобы демократия работала: гражданские традиции в современной Италии
Главным научным трудом Роберта Патнэма принято считать книгу Чтобы демократия работала: Гражданские традиции в современной Италии (др. перевод: Чем жива демократия: гражданские традиции в современной Италии). Книга написана вместе с Робертом Леонарди (Robert Leonardi) и Раффаэллой Наннетти (Raffaella Nannetti) в 1993 году. На итальянском примере Патнэм и его коллеги досконально изучили сеть горизонтальных взаимосвязей и вывели прямую зависимость между численностью гражданских организаций (от хоровых обществ до футбольных клубов) и качеством развития регионов. Так, на севере Италии уровень гражданской активности на порядок выше, чем на юге.
Главный вопрос исследовательского проекта, проведённого автором книги в Италии, заключался в следующем: каковы те условия, которые обеспечивают создание сильных, ответственных и эффективных институтов представительной власти? Роберт Патнэм показал, что именно в тех регионах Италии, где сто лет назад итальянцы наиболее активно вовлекались в новые формы общественной солидарности и социального действия, их потомки максимально «гражданственны» в политической и социальной жизни. И в этих же самых регионах общественная жизнь имела явно гражданский характер уже тысячу лет назад, когда процветали коммуны, всевозможные общества, гильдии, ассоциации соседей.
Критики, такие как Марко Мараффи (итал. Marco Maraffi) из Миланского университета, утверждают, что это — многообещающая и амбициозная книга, та, что призвана вызвать самые противоречивые мнения. Уроки, которые Патнэм выводит из своего исследования, выходят далеко за границы Италии и предполагают важные приложения к развитию демократии во всем мире. Это — не только книга для специалистов, занимающихся Италией, но и заслуживающей широкого прочтения и дискуссий, как в среде социологов, так и политологов. Общим и далеко идущим заключением, которое Патнэм выводит из своего эмпирического исследования, является то, что социальное доверие, нормы взаимодействия, сети гражданской вовлеченности и успешного сотрудничества — все то, что он называет «социальным капиталом» — являются ключевым фактором для того, чтобы сделать демократию работающей (и стимулировать также экономическое процветание). Аргументация, использованная в этой книге, чрезвычайно утонченна и сложна, как теоретически, так и эмпирически. В книге в четкой и элегантной манере делается несколько важных выводов. Она представляет собой значительное продвижение в нашем понимании тернистого вопроса взаимосвязи между «культурой» и «структурой» социальной и политической жизни. Авторы с готовностью признают, что их работа не может считаться завершенной, но они проделали очень серьёзную работу на пути к поставленной ими цели.

### Затворничество: падение и взлёт американского общества
В 2000 году Патнэм опубликовал Затворничество: падение и взлёт американского общества. Патнэм делает различие между двумя видами социального капитала: связи капитала и преодоление капитала. Соединение происходит, когда вы социализируете с людьми, которые походят на вас: тот же самый возраст, та же самая религия, и так далее. Но чтобы создать мирные общества в разнообразной многоэтнической стране, нужно иметь второй вид социального капитала: преодоление. Преодоление состоит в том , что вы делаете, когда вы подружились с людьми, которые не походят на вас, как, например, фанаты другой футбольной команды. Патнэм утверждает, что те два вида социального капитала, соединяясь, действительно усиливают друг друга. Следовательно, со снижением капитала соединения, упомянутого выше неизбежно, прибывает снижение капитала преодоление, приводящего к большим этническим напряженным отношениям.
Критики, такие как социолог Клод Фишер утверждает, что Патнэм концентрируется на организационной форме социального капитала, и уделяет гораздо меньше внимания сетям межличностного социального капитала; не учитывает появление новых форм вспомогательной организации; 1960-е - основание, вводящее в заблуждение, потому что у эпохи было необычно высокое число традиционных организаций.
С момента публикации Bowling Alone, Патнэм прилагал усилия для возрождения американского социального капитала, в частности путём семинара Saguaro, ряда встреч между учеными, лидерами гражданского общества, комментаторами и политиками для обсуждения стратегии воссоединения американцев с их сообществами. Все это привело к изданию книги и веб-сайта, Better Together, который представляет конкретные примеры ярких и новых форм построения социального капитала в Соединённых Штатах.

## Достижения
Роберт Патнэм был избран в Американскую академию искусств и наук (1980), Совет по международным отношениям (1981), Национальную академию наук США (2001), Американское философское общество (2005). Он был в 1997—1998 годах — вице-президентом, а в 2001—2002 годах — президентом Американской ассоциации политических наук.
Он был удостоен почётных степеней Стокгольмского университета, Университета штата Огайо, Университета Антверпена, Эдинбургского университета. Награждён медалью Уилбера Кросса Высшей школы искусств и наук Йельского университета за выдающиеся достижения (2003). В 2006 году Роберт Патнэм получил премию Юхана Шютте за наиболее ценный вклад в политическую науку.
В 2012 году награждён Национальной гуманитарной медалью США.

## Визит в Россию
29 мая 2007 года в Европейском университете в Санкт-Петербурге прошёл семинар профессора Роберта Патнэма на тему «Республика и социальный капитал». В двух лекциях Патнэм проанализировал дебаты по поводу его феноменально популярной книги о практиках средневековых итальянских республик и их значении для реформы местного самоуправления сегодня («Making Democracy Work», 1993; русский перевод – «Чтобы демократия работала», 1997), и представил результаты нового исследования по влиянию роста этнической и конфессиональной разнородности американских городов на уровень гражданской активности в США.

## Научные труды
- The Beliefs of Politicians: Ideology, Conflict, and Democracy in Britain and Italy New Haven: Yale University Press, (1973)
- The Comparative Study of Political Elites Englewood Cliffs, N.J.: Prentice-Hall, (1976)
- Bureaucrats and Politicians in Western Democracies (with Joel D. Aberbach and Bert A. Rockman, 1981)
- Hanging Together: Cooperation and Conflict in the Seven-Power Summits (with Nicholas Bayne, 1984; revised 1987)
- Diplomacy and Domestic Politics: The Logic of Two-Level Games. International Organization. 42 (Summer 1988): 427-460.
- Bowling Alone: The Collapse and Revival of American Community[англ.] (Simon & Schuster, 2000) ISBN 9780743203043
- Democracies in Flux: The Evolution of Social Capital in Contemporary Society (Edited by Robert D. Putnam), Oxford University Press, (2002)
- Better Together: Restoring the American Community[англ.] (with Lewis M. Feldstein[англ.], 2003) ISBN 9781439106884
- E Pluribus Unum: Diversity and community in the twenty-first century (англ.) // Scandinavian Political Studies[англ.] : journal. — Wiley-Blackwell, 2007. — June (vol. 30, no. 2). — P. 137—174. — doi:10.1111/j.1467-9477.2007.00176.x.
- Age of Obama (co-written with Tom Clark and Edward Fieldhouse), Manchester University Press (2010)
- w/ David E. Campbell (co-author). American Grace: How Religion Divides and Unites Us (англ.). — Simon and Schuster, 2012. — ISBN 978-1-4165-6673-1.
- Our Kids: The American Dream in Crisis (неопр.). — Simon & Schuster, 2015. — ISBN 978-1-4767-6991-2. [12]

### Переводы на русский язык
- Патнем Р. Чтобы демократия сработала: гражданские традиции в современной Италии[англ.] Пер. с англ. А. Захаров. — М. : Ad Marginem, 1996. — 287 с. ISBN 5-88059-014-3 (Библиотека МШПИ) (в соавторстве с Робертом Леонарди и Раффаэллой Нанетти; оригинал — Princeton University Press, 1993)